# Heteroconis editae
Heteroconis editae är en insektsart som beskrevs av György Sziráki 2002. Heteroconis editae ingår i släktet Heteroconis och familjen vaxsländor. Inga underarter finns listade i Catalogue of Life.